# Who Will Marry Mary?

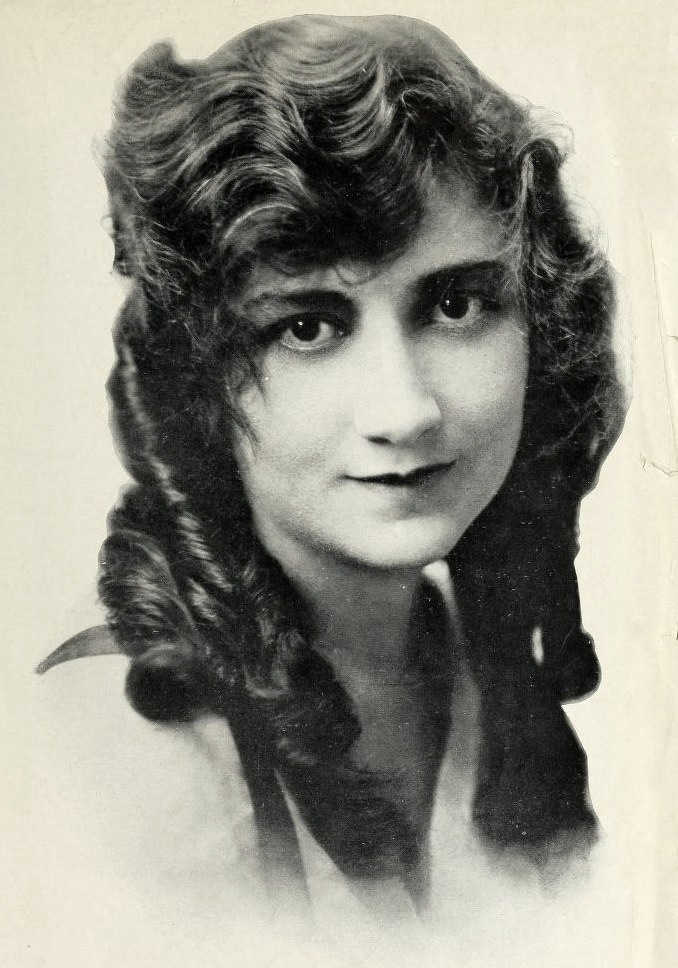
Mary Fuller, estrela do seriado.

Who Will Marry Mary? é um seriado estadunidense de 1913, estrelado por Mary Fuller, mediante o sucesso anterior de What Happened to Mary, de 1912, com a mesma atriz. Foi produzido por Edison Studios, e atualmente tal seriado é considerado perdido, pois nenhuma cópia foi conservada. Uma parte incompleta, apenas do 1º capítulo, foi preservada no EYE Film Instituut Nederland. O seriado foi veiculado entre julho e dezembro de 1913.

## Elenco
- Mary Fuller - Mary Cuyler
- Ben F. Wilson - Capitão Justin Bradford (como Ben Wilson)
- Richard Tucker - Duke Leonardo de Ferrara
- Harry Beaumont
- Miriam Nesbitt
- Marc McDermott
- Harold M. Shaw
- William Wadsworth
- May Abbey
- Frank McGlynn Sr.
- Walter Edwin

## Capítulos
Fonte:
1. “A Proposal from the Duke”
2. “A Proposal from the Spanish Don”
3. “A Proposal from the Sculptor”
4. “A Proposal from Nobody”
5. “A Proposal Deferred”
6. “A Proposal from Mary”